# Holzurburg
Die Holzurburg ist eine mittelalterliche Wallburg nördlich der niedersächsischen Ortschaft Bederkesa im Landkreis Cuxhaven.
Nach ihr ist das Waldgebiet, das sich an diese Anlage anschließt, benannt. Das Waldgebiet und angrenzende Flächen sind als Naturschutzgebiet „Holzurburg am Bederkesaer See“ ausgewiesen.

## Geschichte
Zur Burg existiert keine historische Überlieferung. Der Name Holzurburg stammt aus dem 19. Jahrhundert und wurde vom Staatsforst Holzurburg abgeleitet, in dem die Ringwallanlage liegt. Holzurburg ist eine Verballhornung von 'Holz zur Burg'.
Die Forschung sieht in der Burganlage meist die Stammburg der Herren von Bederkesa, deren Vorfahren die Burg gegründet haben sollen. Im Verlauf des 12. Jahrhunderts hätten sie dann die heutige Burg Bederkesa 800 m weiter südwestlich errichtet, nach der sie sich schließlich benannten.
Die archäologisch nachgewiesene Nutzung der Burganlage ist anhand der Keramik für den Zeitraum zwischen 1000 und 1400 belegt, so dass beide Burgen (Holzurburg und Bederkesa) gleichzeitig in Nutzung waren. Indizien dafür könnten eine archivalische Überlieferung von 1321 mit der Erwähnung von zwei festen Häusern in Bederkesa sowie die Nennung einer unteren und oberen Burg sein. Zudem wird ein Familienzweig der Herren von Bederkesa, der sich von 1332 bis 1383 „von Borg“ nannte, mit der Burganlage in Verbindung gebracht.

## Beschreibung
Die Holzurburg untergliedert sich in eine Haupt- und eine Vorburg. Der rekonstruierte Befestigungsverlauf würde eine Gesamtfläche von 6,5 ha umschließen und die Gesamtanlage damit zur größten Wallburg Norddeutschlands machen.
Die Hauptburg besitzt eine ungefähr rechteckige Form von etwa 150 × 70 m Größe und war mit einer doppelten Wall-Graben-Befestigung von insg. 30 m Breite befestigt. Der Eingang liegt im Norden. Im Süden befindet sich ein schneckenförmiges Rund von 25 m Durchmesser, das als eine später eingebaute Turmbefestigung gedeutet wird. Der Hauptwall wies 1905 noch eine Breite von 14 m und eine Höhe von 2,20 m auf. Der äußere Wall und sein Graben sind deutlich kleiner.
Der Hauptburg ist in 30 bis 50 m Entfernung ein gestreckt ovaler Wall vorgelagert, der die Vorburg hakenförmig umschließt. Im Jahr 1905 war der Wall 7,5 m breit und 1 m hoch, der Graben 7 m breit und 0,80 m tief. Der Wall ist heute im Osten nur noch streckenweise vorhanden; im Süden stieß er vermutlich direkt an den Bederkesaer See. Ob und wie die Vorburg dort befestigt war, ist unklar.